# Euphrase Kezilahabi
Euphrase Kezilahabi (Ukerewe, Tanganyika, Tanzania, 13 de abril de 1944-Dar es Salaam, 11 de enero de 2020) fue un académico, novelista y poeta tanzano. Destacó por ser uno de los autores más importantes en lengua suajili.

## Biografía
Nació en 1944 en Ukerewe una isla situada en el lago Victoria (Tanzania, creció cerca de Namagondo.  Estudió en la universidad de Dar es-Salaam en 1970 y ejerció como profesor de suajili en diferentes colegios de Tanzania. Obtuvo el doctorado en Literatura africana en la Universidad de Wisconsin-Madison. Fue profesor adjunto del departamento de lenguas africanas de la Universidad de Botsuana.
Pionero en escribir ficción y poesía en idioma sujili, escribió además verso libre, fue frecuente en su obra el tema de la Tanzania postcolonial, el individuo y su integración en la nueva sociedad de laTanzania de 1960 y el de la pérdida personal fue un estudioso de la cultura y tradiciónes africanas. Las obras de Kezilahabi fueron base del plan de estudios secundarios de Kenia.
Con la novela corta Rosa Mistika publicada en 1971, Kezilahabi se adentra en el tema de la sexualidad y los abusos sexuales hacia las alumnas, la obra fue prohibida para los alumnos, sin embargo posteriormente fue de lectura obligada en los cursos de educación secundaria de Tanzania y Kenia. En Namagondo, Kezilahabi exploró a través de la poseía a los personajes, los juegos  y los recuerdos de la infancia. En el segundo volumen de la trilogía poética, Namagondo II exploró el sentido de comunidad; en el tercer volumen, Namagondo III  el poeta se adentró en la pérdidas, basado en sus experiencias personales.
Escribía en suajili, y ha publicado ensayos en inglés y 
Falleció el 11 de enero de 2020 a los setenta y cinco años en el hospital de Dar es Salaam (Tanzania) donde recibía tratamiento médico para curar una larga enfermedad.

## Obras
La obra publicada de Kezilahabi se compone de seis novelas, dos colecciones de poemas, una obra dramática y cuatro obras narrativas breves:
- Rosa Mistika (1971, 2ª edición en 1988), (novela corta)[6][5]
- Namagondo (1974) (poesía)
- Kichwamaji (1974), publicada en inglés con el título Waterhead
- Kichomi (1974), poesía), publicada en inglés con el título Stabbing Pain
- Dunia uwanja wa fujo (1975), publicada en inglés con el título The World Is a Chaotic Place
- Gamba la Nyoka (1979), publicada en inglés con el título The Snake’s Skin
- Namagondo II (1988) (poesía)
- Aesthetic Ambivalence in Modern Swahili (ensayo)
- The Concept of the Hero in African Fiction (ensayo)
- The Word (1988)
- Karibu Ndani (1988), (novela)
- Nagona (1990), (novela)
- Mzingile (1991), (novela)
- Dunia Uwanja wa Fujo (novela)
- Dhifa (poesía)
- Namagondo III (2008) (poesía)
- Africa: Contemporary Writing from the Continent (2015), coedición junto a Rotimi Babatunde, Kehinde Bademosi, Eric M. B. Becker, Bree, Efemia Chela, Mia Couto, Annmarie Drury, Martin Egblewogbe, Clifton Gachagua, Zanele Muholi, André Naffis-Sahely, Mohamed Nedali, Ribka Sibhatu y Unoma Azuah

## Premios y reconocimientos
- 1990, reconocimiento a la trayectoria poética Edoardo Sanguinetti Memoria Prize (Italia).[4]
- 1995, recibió el Shabaan Robert Memorial Prize por su aportación a la literatura en idioma sujili.[4]